# Zádiel
Zádiel (daw. Zadiel, węg. Szádelő, Szádellő) – wieś w powiecie Koszyce-okolice, w kraju koszyckim na Słowacji. Od roku 1964, po połączeniu z pierwotnie osobnymi miejscowościami Dvorníky i Včeláre, wchodziła w skład jednostki zwanej Zádielske Dvorníky. W 1990 r. Zádiel odłączył się od tej wspólnoty i ponownie usamodzielnił się.

## Położenie
Wieś leży w Kotlinie Turniańskiej, u południowych podnóży Płaskowyżu Górnego Wierchu (słow. Horný vrch) i Płaskowyżu Zadzielskiego (słow. Zádielska planina), przy dolnym wylocie rozdzielającej je Doliny Zadzielskiej, na wysokości 255 m n.p.m.

## Historia
Osada funkcjonowała zapewne jeszcze przed najazdem tatarskim z lat 1241–1242. Po raz pierwszy jednak wspominana była w 1317 r., kiedy była własnością drobnej szlachty. Od roku 1429 właścicielami wsi była rodzina Zsemplenii Szádelei. W roku 1483 wieś przeszła w ręce rodziny Varju. Od XVI w. jako wieś poddańcza należała do Bebeków, właścicieli „państwa” feudalnego z siedzibą na zamku Turnia (słow. Turniansky hrad), a potem do kolejnych właścicieli Turni. Po spustoszeniu w XVII w. przez Turków, ponownie zaludnili ją pod koniec tego stulecia protestanci wygnani z niedalekiego miasteczka Turňa (dziś Turňa nad Bodvou). W 1682 Imre Thököly darował ją Pavlovi Szemeseyowi, od którego drogą kupna przeszła ona później w 1697 r. do Kuglewichów. Być może, że pod koniec 1683 r. przez wieś przeszły jakieś polskie oddziały z armii polskiej Jana III Sobieskiego wracającej spod Wiednia.
Mieszkańcy wsi zajmowali się pasterstwem, a także pracą w lasach i furmanieniem, co wiązało się z istnieniem w niej dużego tartaku, napędzanego wodami Blatnicy i zanikłego w 1912 r.
Po arbitrażu wiedeńskim 2 listopada 1938 r. wieś została włączona w granice państwa węgierskiego. Stan taki trwał do 1945 r. Jesienią i zimą 1944 r. mieszkańcy utrzymywali grupę dezerterów z armii węgierskiej, którzy ukrywali się w jaskiniach Zádielskiej doliny. Tuż przed Bożym Narodzeniem 1944 r. do wsi wkroczyli żołnierze rumuńscy, którzy jednak musieli się wkrótce wycofać w obliczu silnego kontruderzenia niemieckiego. Zádiel ostatecznie zajęły 15 stycznia 1945 r. oddziały 4 Frontu Ukraińskiego armii radzieckiej.

Obecnie Zádiel liczy 60 domów i 180 mieszkańców (31.12.2007). Narodowość słowacką deklaruje 13,4% mieszkańców, węgierską – 86,6%. Wyznanie rzymskokatolickie deklaruje 19,25% ludności, ewangelickie (wyznania augsburskiego) 79,47%, greckokatolickie 1,07%, inne 0,53%. Mieszkańcy zajmują się rolnictwem, ogrodnictwem i pracą w okolicznych zakładach przemysłowych.

## Zabytki
- Kościół (ewangelicko-reformowany), klasycystyczny. Zbudowany w końcu XVIII w. (Po roku 1760) na miejscu starszej świątyni. Rozbudowany w 1906 r. Początkowo podlegał artykularnemu zborowi w Žarnovie, usamodzielnił się w roku 1848[6].
- Dawny cmentarz kalwiński z resztkami starych, drewnianych nagrobków[6].